# Vetiver
Vetiver (Vetiveria zizanioides (L.) Nash) recentemente reclassificado como ("Chrysopogon zizanioides (L.)  Roberty") é uma planta da Família das gramíneas (Poaceae), herbácea, perene, cespitosa (em moita) que chega a atingir cerca de 2 m de altura e com raízes que podem penetrar até 6 m de profundidade. É também conhecida como capim-vetiver, capim-de-cheiro, grama-cheirosa, grama-das-índias, falso-pachuli (ou, simplesmente, pachuli) e raiz-de-cheiro. O óleo essencial dela extraído tem também o nome vetiver. 
É uma espécie próxima de outras ervas aromáticas como o capim-limão (Cymbopogon citratus) e a Palmarosa (Cymbopogon martinii). Propaga-se principalmente de forma vegetativa (assexuada) já que a maior parte das variantes cultivares produzem pequenas quantidades de semente ou, simplesmente, não a produzem. Desta forma, o capim-vetiver é considerada uma espécie muito segura para se utilizar, não existindo o risco de se tornar invasora. Pode ter uma longevidade de séculos. Por estas razões, na Índia o vetiver tem sendo utilizado há séculos para delimitar limites entre terrenos, pois permanece exatamente onde foi plantado. 
Acredita-se que o vetiver seja nativo do subcontinente indiano, sendo vastamente cultivado na Indonésia, Índias Ocidentais, África e Polinésia. Os principais produtores são a Índia, Java, Haiti e Reunião. O Brasil tem aumentado a sua produção uma vez que o capim-vetiver tem múltiplas aplicações.

## Uso

### Controle da erosão

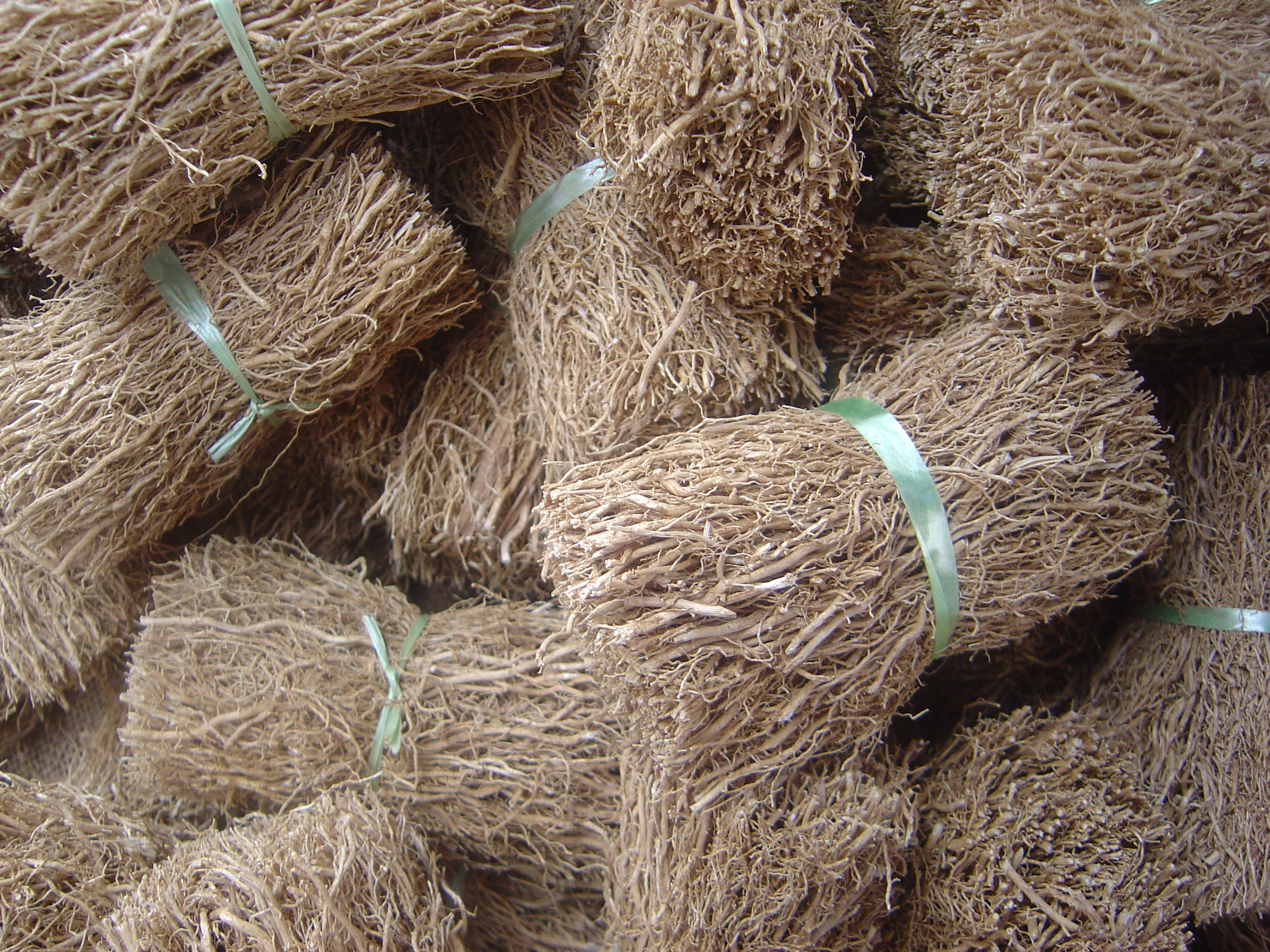
Feixes de raízes de vetiver.

Algumas das características do vetiver fazem desta planta um excelente meio de controlar a erosão, nos climas mais quentes. Ao contrário das outras ervas, o vetiver não ganha raízes horizontais, crescendo estas, quase exclusivamente na direção vertical, para baixo. Os grupos densos de colmo ajudam também a travar o escoamento de água superficial. Por estas razões, o vetiver é usado para criar sebes ao longo de estradas, nos limites dos arrozais. Como a planta não cria estolhos, não é uma planta invasiva e o seu cultivo torna-se controlável.
O plantio de cordões do vetiver tem se mostrado eficiente na conservação do solo e da água em varias regiões do mundo, devido a elevada resistência ao arrancamento pelas enxurradas, característica proporcionada pelo seu extenso e resistente sistema radicular, que estabiliza a planta e agrega o solo. Em virtude de seu rápido crescimento se forma rapidamente densas touceiras que criam barreiras às enxurradas. Pesquisas mostraram que esta espécie é também capaz de recuperar areas degradadas com o aumento da agregação do solo, e consequente aumento da infiltração da água e redução das enxurradas. Leia mais sobre o vetiver aqui () 

### Outros usos
As folhas são usadas em cestaria e no fabrico de tapetes, bem como para cobrir telhados. As raízes, odoríferas, podem servir para fazer telas, tecidos grosseiros, leques, entre outros artefactos. É as raizes, depois de secas e cortadas, podem ser destiladas para extracção de um óleo essencial espesso e de cor âmbar, constituído principalmente por vetivona, e que é conhecido como Vetiver, Vetivert, Khus khus, Khas khas, ou Óleo da tranquilidade, na Índia. O seu óleo essencial é usado como fixante em perfumaria. O odor é profundo, com acentos de terra, madeira e citrinos, sendo muito persistente. É usado em aromaterapia para aliviar o stress e relaxar. Tem também propriedades febrífugas.